# Hatamoto

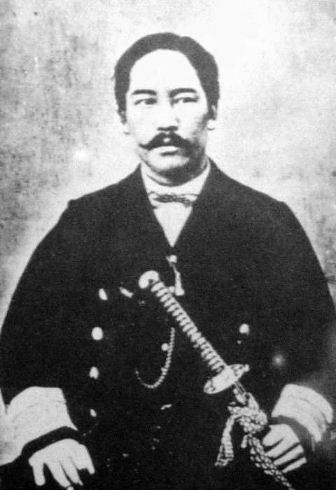
Takeaki Enomoto, um importante hatamoto em finais do período Edo.

Um hatamoto (旗本) era um samurai ao serviço direto do shogunato Tokugawa no Japão. Enquanto o três shogunatos da história do Japão tiveram servos oficiais, nos dois anteriores eles eram denominados de gokenin. No entanto, no período Edo, os hatamoto eram os vassalos seniores da casa de Tokugawa, enquanto que os gokenin eram inferiores a estes. Não existia uma clara diferença entre os dois em termos de renda, contudo os hatamoto tinham direito a uma audiência diretamente com o shogun enquanto que os gokenin não. A palavra hatamoto significa literalmente "na base da bandeira", sendo comumente traduzido como "portador". Outro termo que foi usado no período Edo para hatamoto, foi jikisan hatamoto (直参旗本) que traduzido significa "hatamoto diteto do shogunato", o qual serviu para diferenciar entre a última geração dos hatamoto, servidores de inúmeros senhores.